# Sparrenburg
Sparrenburg – zamek położony na wzgórzu wznoszącym się nad centrum miasta Bielefeld w Niemczech, w kraju związkowym Nadrenia Północna-Westfalia. Zbudowany prawdopodobnie w pierwszej połowie XIII w., był początkowo siedzibą hrabiów Ravensbergu, rozbudowany w XVI w., jedna z rezydencji  Fryderyka Wilhelma I Wielkiego Elektora.

## Historia
Najstarsze źródło wymieniające zamek pochodzi z 1256. Prawdopodobnie został zbudowany przez hrabiów Ravensbergu w pierwszej połowie XIII w. Głównym jego elementem był donżon na planie kropli. Jego znaczenie rosło wraz ze wzrostem miasta Bielefeld lokowanego w 1214 u podnóża zboczy góry, na której wzniesiono zamek. Był siedzibą hrabiowską do 1338, a kilka lat później linia hrabiów Ravensbergu wygasła. Na przełomie XIV i XV w. zamek służył jako rezydencja synów księcia Bergu Wilhelma I. 
W 1535 książę Kleve, Jülich i Bergu Jan nakazał rozbudowę zamku w twierdzę. Zburzono wówczas większość średniowiecznych murów i w ciągu kilkudziesięciu lat zbudowano nowoczesne fortyfikacje z czterema okrągłymi bastionami połączonymi systemem umocnień. Po wygaśnięciu dynastii Sparrenburg wraz z hrabstwem Ravensbergu przypadł Brandenburgii. W początkach wojny trzydziestoletniej umocnienia rozbudowano. W 1623 zamek zdobyły wojska cesarskie, a w czasie wojny był jeszcze kilkakrotnie oblegany i zdobywany. Po wojnie powrócił w ręce brandenburskie, a elektor Fryderyk Wilhelm I wielokrotnie tu rezydował (m.in. tu urodziła się dwójka spośród jego dzieci), a pod koniec jego życia wzniesiono tu kościół. W latach 70. XVII w. ponownie był dwukrotnie oblegany podczas wojny z Francją.
W połowie XVIII w. zamek stracił znaczenie militarne. W 1743 część budynków zniszczono, a część wyremontowano i urządzono w nich więzienie, istniejące do pożaru w 1877. W czasie jego istnienia dokonano licznych przebudów, m.in. w 1842 zastąpiono zrujnowaną średniowieczną wieżę nową, węższą. W 1879 został sprzedany miastu Bielefeld i w kolejnych latach przebudowywany. W 1900 wzniesiono tutaj pomnik Fryderyka Wilhelma I. Podczas II wojny światowej zniszczony wskutek bombardowania, po wojnie odrestaurowany. Do zwiedzania udostępniono wieżę widokową oraz system kazamat.

## Galeria

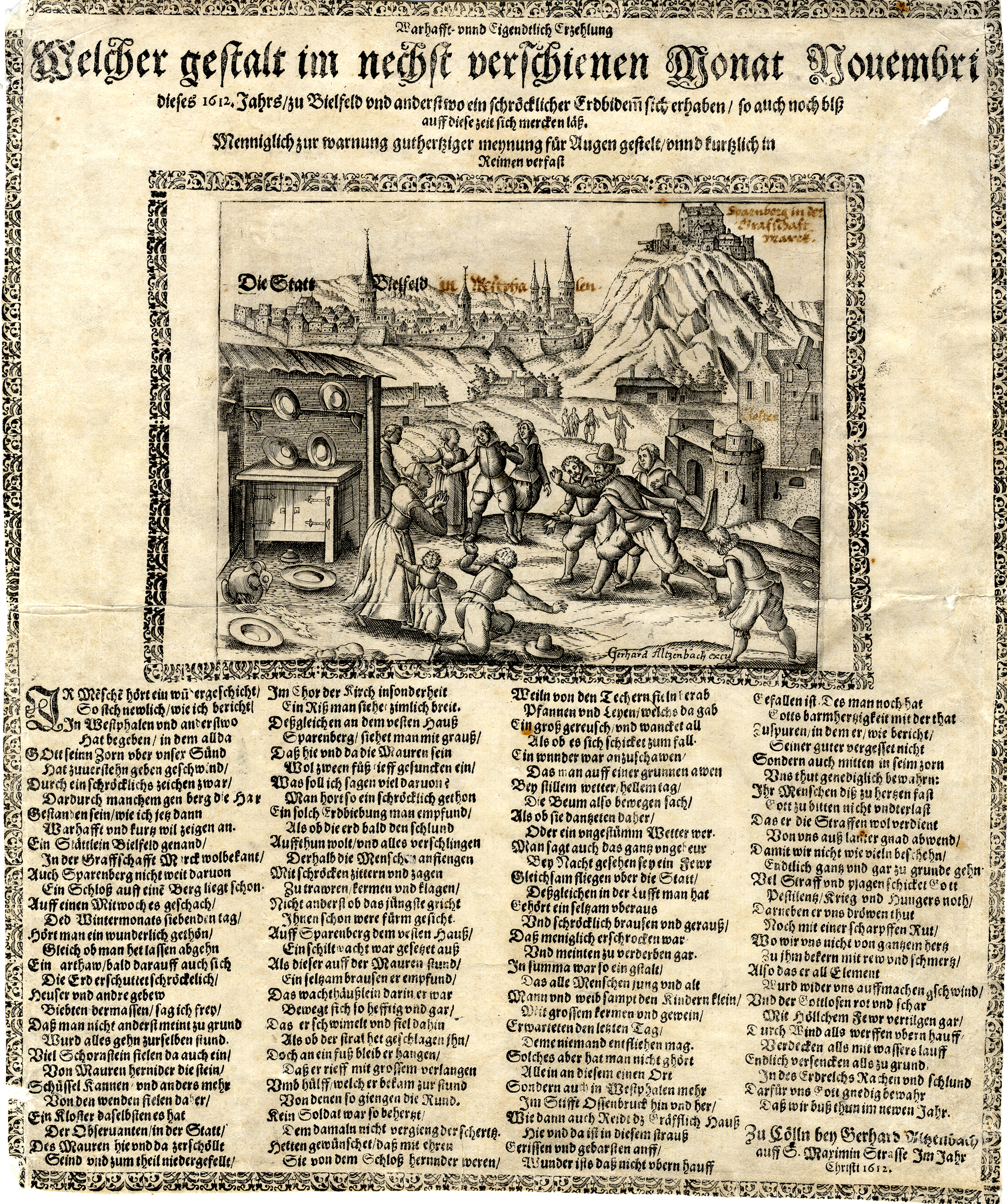
Widok zamku z 1612
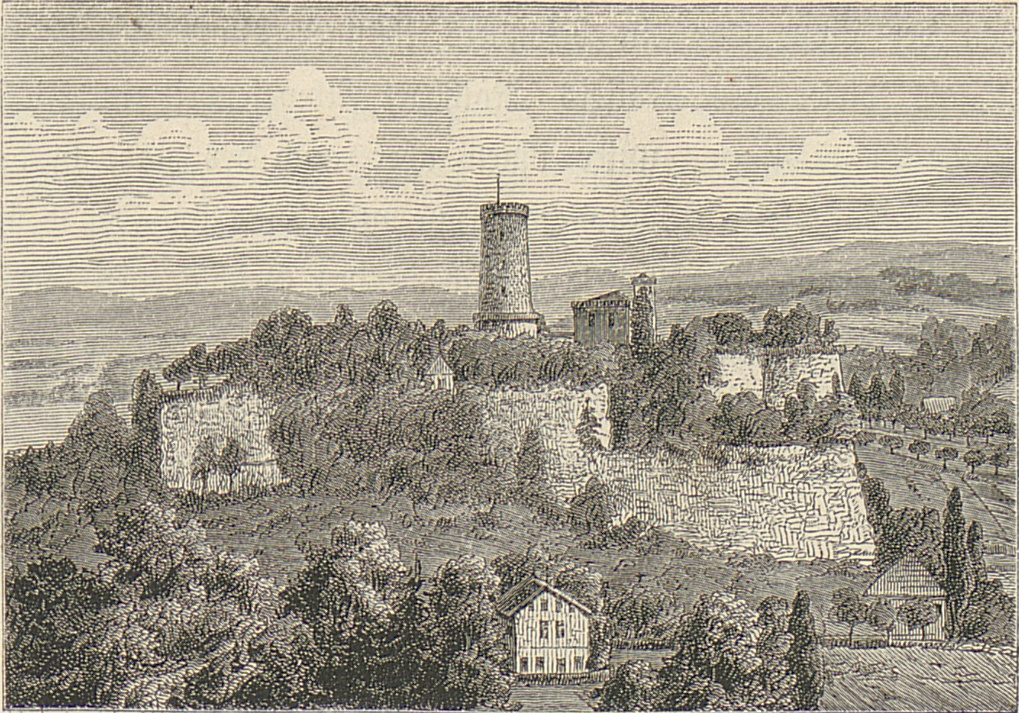
Widok zamku w drugiej połowie XIX w.
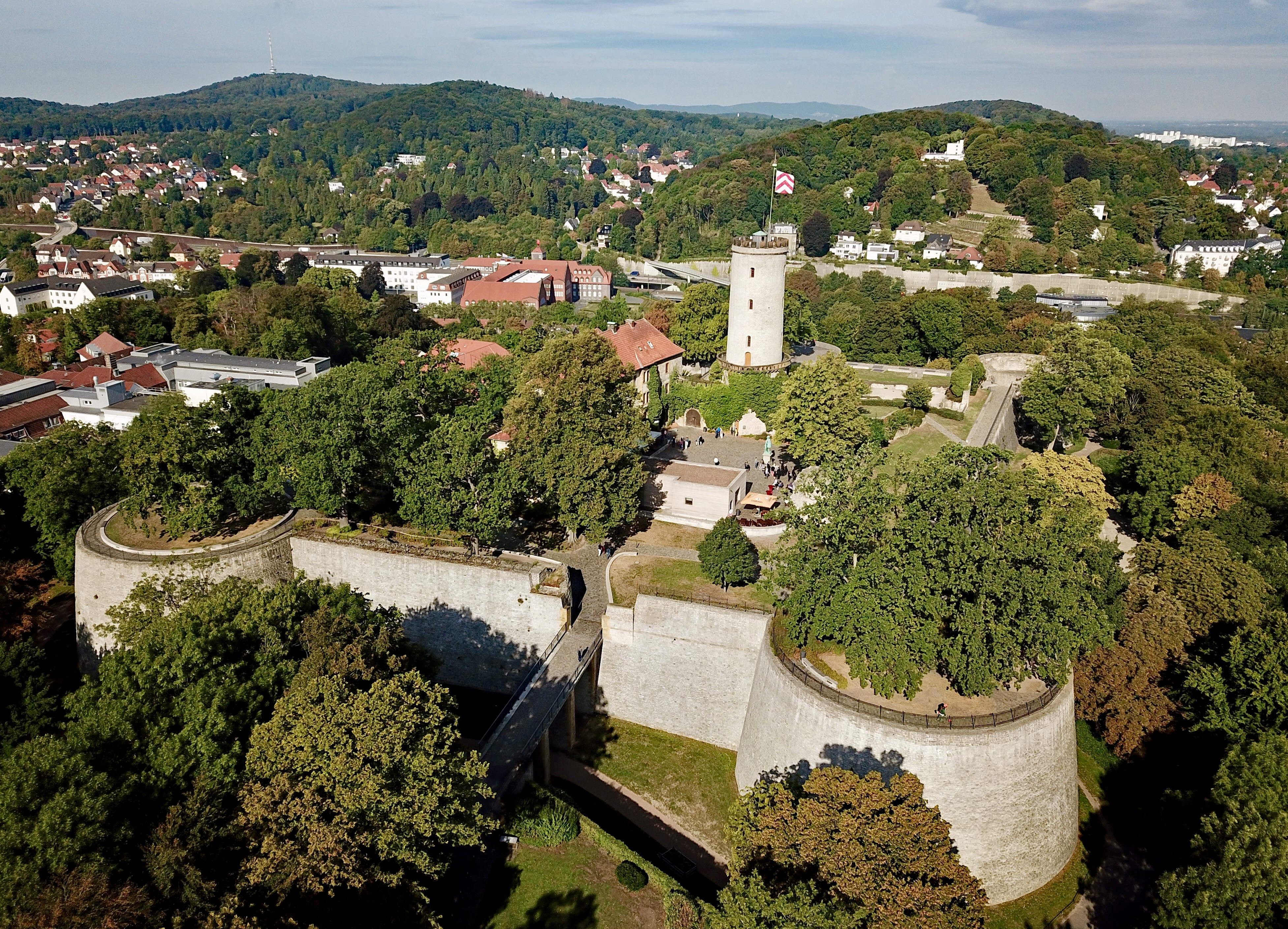
Widok z lotu ptaka z widocznymi na pierwszym planie bastionami
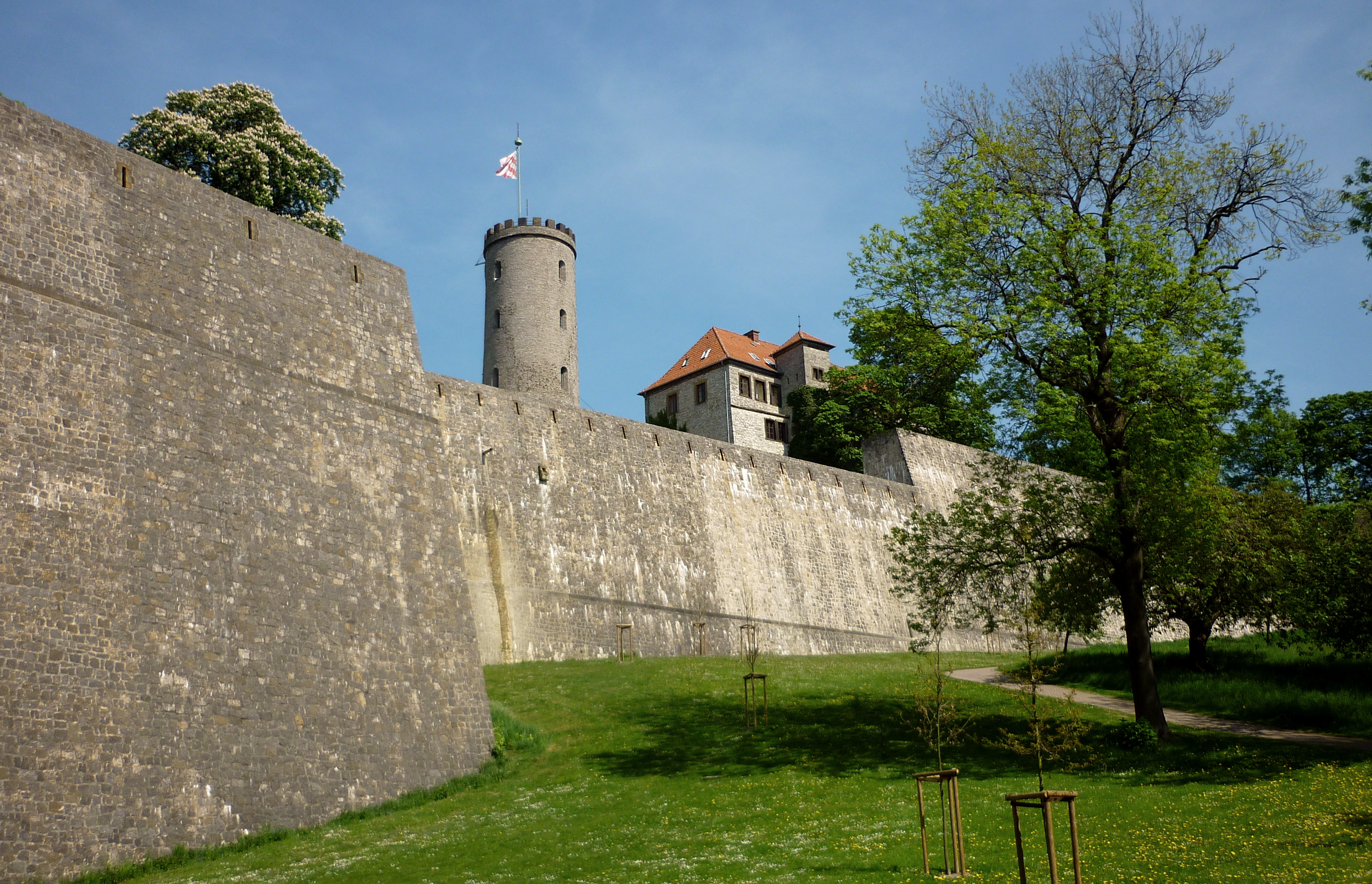
Mury zamkowe
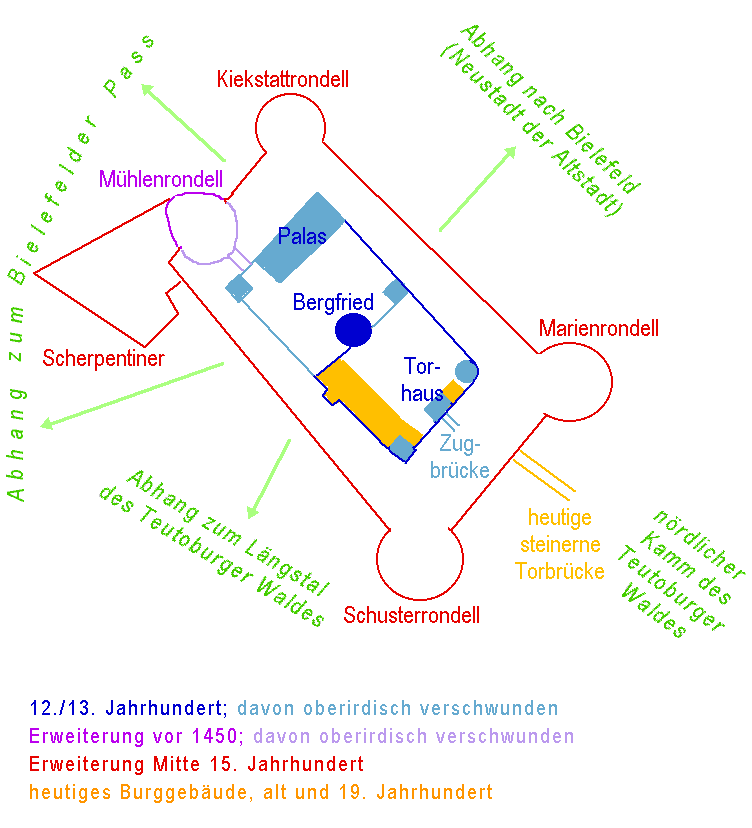
Historia budowy zamku